# 氢氧化镧
氢氧化镧是一种无机化合物，化学式为La(OH)3。

## 制备
硝酸镧和氨水作用，产生氢氧化镧：
La(NO3)3 + 3 NH3·H2O → La(OH)3↓ + 3 NH4NO3
若控制La(NO3)3浓度为40g/L，氨水浓度0.50mol/L，将氨水以1.5mL/min的速度加入La(NO3)3溶液，pH控制在7.80，以聚乙二醇为分散剂，则可得到氢氧化镧微粉，D50≤1μm。
也可以由氧化镧与水化合而成：
La2O3+3 H2O→2 La(OH)3

## 化学性质
氢氧化镧是一種強鹼性氫氧化物，可溶于酸，生成镧盐：
La(OH)3 + 3 H+ → La3+ + 3 H2O